# NGC 101
NGC 101 je galaksija u zviježđu Kipar.

## Vanjske poveznice
- SEDS: NGC 0101